# 烏茲別克語維基百科
乌兹别克语維基百科（Oʻzbekcha Vikipediya）為維基百科協作計劃之乌兹别克语版本，由非營利組織——維基媒體基金會維持，其目前為各語言維基百科計劃中，規模排名第58（依條目量計算）。計劃於2001年開始，至2020年11月26日擁有逾138,783條条目。

## 外部連結
- 乌兹别克语維基百科 （页面存档备份，存于）
- Uzbek Wikipedia （乌兹别克文）
- Uzbek Wikipedia mobile version （页面存档备份，存于） （乌兹别克文）